# Campeonato Mundial de Tiro de 1986
El XLIV Campeonato Mundial de Tiro se celebró en Suhl (RDA) en el año 1986 bajo la organización de la Federación Internacional de Tiro Deportivo (ISSF) y la Federación de Tiro de la RDA. Las pruebas de 300 m fueron realizadas en la localidad sueca de Skövde.

## Resultados

### Masculino
| Evento                                           | Oro                                  | Plata                                | Bronce                                 |
| ------------------------------------------------ | ------------------------------------ | ------------------------------------ | -------------------------------------- |
| Rifle 3 posiciones 300 m                         | Glenn Dubis Estados Unidos 1174 pts. | Malcolm Cooper Reino Unido 1174 pts. | Mauri Röppänen · Finlandia · 1166 pts. |
| Rifle 3 posiciones 300 m (equipos)               | URSS 3476                            | Estados Unidos 3471                  | Noruega · 3464                         |
| Rifle en pos. tendida –40 tiros– 300 m           | Malcolm Cooper Reino Unido 400       | Harald Stenvaag · Noruega · 399      | Mauri Röppänen · Finlandia · 398       |
| Rifle en pos. tendida –40 tiros– 300 m (equipos) | URSS 1192                            | Noruega · 1192                       | Suiza · 1190                           |
| Rifle en pos. Tendida –60 tiros– 300 m           | Malcolm Cooper Reino Unido 599       | Pekka Röppänen · Finlandia · 597     | Glenn Dubis Estados Unidos 597         |
| Rifle en pos. Tendida –60 tiros– 300 m (equipos) | Francia 1767                         | Finlandia · 1766                     | Noruega · 1758                         |
| Rifle en pos. de rodillas 300 m                  | Glenn Dubis Estados Unidos 395       | Mauri Röppänen · Finlandia · 395     | Robert Aylward Estados Unidos 394      |
| Rifle en pos. de rodillas 300 m (equipos)        | URSS 1172                            | Estados Unidos 1171                  | Francia 1164                           |
| Rifle en pos. de pie 300 m                       | Malcolm Cooper Reino Unido 387       | Glenn Dubis Estados Unidos 383       | Michel Bury Francia 380                |
| Rifle en pos. de pie 300 m (equipos)             | Noruega · 1120                       | Estados Unidos 1115                  | URSS 1112                              |
| Rifle estándar 300 m                             | Malcolm Cooper Reino Unido 586       | Harald Stenvaag · Noruega · 582      | Mauri Röppänen · Finlandia · 578       |
| Rifle estándar 300 m (equipos)                   | Finlandia · 1729                     | Estados Unidos 1726                  | URSS 1715                              |
| Rifle 3 posiciones 50 m                          | Petr Kůrka Checoslovaquia 1264,9     | Malcolm Cooper Reino Unido 1264,8    | Pavel Soukenik Checoslovaquia 1264,3   |
| Rifle 3 posiciones 50 m (equipos)                | Checoslovaquia 3522                  | URSS 3512                            | Francia 3509                           |
| Rifle en pos. tendida 50 m                       | Sándor Bereczky · Hungría · 704,2    | Gale Stewart · Canadá · 702,5        | Michael Heine RFA 702,4                |
| Rifle en pos. tendida 50 m (equipos)             | Australia 1793                       | RDA 1790                             | Suecia · 1787                          |
| Rifle en pos. de rodillas 50 m                   | Pavel Soukenik Checoslovaquia 394    | Juha Hirvi · Finlandia · 393         | Stefan Lövbom · Suecia · 392           |
| Rifle en pos. de rodillas 50 m (equipos)         | URSS 1180                            | Checoslovaquia 1177                  | RDA 1172                               |
| Rifle en pos. de pie 50 m                        | Peter Heinz RFA 388                  | Milan Bakeš Checoslovaquia 387       | Harald Stenvaag · Noruega · 386        |
| Rifle en pos. de pie 50 m (equipos)              | Checoslovaquia 1155                  | Francia 1148                         | URSS 1140                              |
| Rifle de aire 10 m                               | Johann Riederer RFA 693,1            | Dan Durben Estados Unidos 692,0      | Bernhard Süss RFA 691,6                |
| Rifle de aire 10 m (equipos)                     | RFA 1770                             | Estados Unidos 1768                  | Noruega · 1758                         |
| Pistola 50 m                                     | Sergéi Pyzhianov URSS 657,0          | Igor Basinski URSS 655,0             | Gyula Karácsony · Hungría · 654,0      |
| Pistola 50 m (equipos)                           | URSS 1699                            | Suecia · 1676                        | RDA 1667                               |
| Pistola rápida de fuego 25 m                     | Adam Kaczmarek · Polonia · 696       | Andrzej Macur · Polonia · 693        | Ralf Schumann RDA 692                  |
| Pistola rápida de fuego 25 m (equipos)           | URSS 1779                            | Hungría · 1771                       | RDA 1771                               |
| Pistola de fuego 25 m                            | Oleg Tkachev URSS 591                | Afanasi Kusmin URSS 589              | Igor Basinski URSS 589                 |
| Pistola de fuego 25 m (equipos)                  | URSS 1769                            | Suiza · 1754                         | Austria · 1747                         |
| Pistola estándar 25 m                            | Afanasi Kusmin URSS 578              | Hermann Sailer · Austria · 576       | Igor Basinski URSS 574                 |
| Pistola estándar 25 m (equipos)                  | URSS 1725                            | Austria · 1707                       | Finlandia · 1706                       |
| Pistola de aire 10 m                             | Igor Basinski URSS 688,6             | Uwe Potteck RDA 681,7                | Pierre Bremond Francia 681,2           |
| Pistola de aire 10 m (equipos)                   | URSS 1737                            | Francia 1735                         | RDA 1734                               |
| Blanco móvil 50 m                                | Sergéi Luzov URSS 691                | Jean-Luc Tricoire Francia 683        | Andras Doleschall · Hungría · 679      |
| Blanco móvil 50 m (equipos)                      | URSS 1765                            | Hungría · 1754                       | RDA 1750                               |
| Blanco móvil mixto 50 m                          | Attila Solti · Hungría · 390         | Huang Shiping China 390              | Li Yuwei China 386                     |
| Blanco móvil mixto 50 m (equipos)                | China 1167                           | URSS 1162                            | Hungría · 1156                         |
| Blanco móvil 10 m                                | Luboš Račanský Checoslovaquia 382    | Zygmunt Bogdziewicz · Polonia · 379  | Sergéi Luzov URSS 379                  |
| Blanco móvil 10 m (equipos)                      | URSS 1121                            | Checoslovaquia 1112                  | Estados Unidos 1106                    |
| Foso                                             | Miloslav Bednařík Checoslovaquia 224 | Jörg Damme RDA 223                   | Daniele Cioni · Italia · 222           |
| Foso (equipos)                                   | Checoslovaquia 443                   | Italia · 440                         | URSS 439                               |
| Skeet                                            | Matthew Dryke Estados Unidos 224     | Andrea Benelli · Italia · 222        | Ioan Toman Rumania 222                 |
| Skeet (equipos)                                  | Italia · 442                         | RDA 442                              | URSS 441                               |

### Femenino
| Evento                               | Oro                            | Plata                             | Bronce                            |
| ------------------------------------ | ------------------------------ | --------------------------------- | --------------------------------- |
| Rifle 3 posiciones 50 m              | Vesela Letcheva Bulgaria 683,2 | Valentina Lazarova Bulgaria 676,9 | Angela Berger RDA 674,6           |
| Rifle 3 posiciones 50 m (equipos)    | Bulgaria 1746                  | RDA 1728                          | Estados Unidos 1723               |
| Rifle en pos. tendida 50 m           | Éva Fórián · Hungría · 598     | Nonka Matova Bulgaria 597         | Roxana Lămăşanu Rumania 597       |
| Rifle en pos. tendida 50 m (equipos) | Yugoslavia 1777                | Bulgaria 1777                     | Suecia · 1776                     |
| Rifle de aire 10 m                   | Vesela Letcheva Bulgaria 494,6 | Valentina Cherkasova URSS 493,3   | Deena Wigger Estados Unidos 491,7 |
| Rifle de aire 10 m (equipos)         | Finlandia · 1165               | Suiza · 1164                      | URSS 1162                         |
| Pistola 25 m                         | Marina Dobrancheva URSS 689    | Irina Kocherova URSS 689          | Nino Salukvadze URSS 686          |
| Pistola 25 m (equipos)               | URSS 1767                      | Francia 1748                      | Albania · 1745                    |
| Pistola de aire 10 m                 | Anke Völker RDA 485,5          | Marina Dobrancheva URSS 480,0     | Liu Haiying China 479,7           |
| Pistola de aire 10 m (equipos)       | URSS 1143                      | RDA 1136                          | Suecia · 1132                     |
| Foso                                 | Gao E China 192                | Elena Shishirina URSS 190         | Susan Nattrass · Canadá · 190     |
| Foso (equipos)                       | URSS 427                       | China 423                         | Italia · 411                      |
| Skeet                                | Svetlana Demina URSS 196       | Michaela Rink RFA 194             | Connie Shiller Estados Unidos 192 |
| Skeet (equipos)                      | China 430                      | URSS 428                          | Polonia · 424                     |

## Medallero
| Núm. | País           | Oro | Plata | Bronce | Total |
| ---- | -------------- | --- | ----- | ------ | ----- |
| 1    | URSS           | 21  | 9     | 10     | 40    |
| 2    | Checoslovaquia | 7   | 3     | 1      | 11    |
| 3    | Reino Unido    | 4   | 2     | 0      | 6     |
| 4    | Estados Unidos | 3   | 7     | 6      | 16    |
| 5    | Bulgaria       | 3   | 3     | 0      | 6     |
| 6    | Hungría        | 3   | 2     | 3      | 8     |
| 7    | China          | 3   | 2     | 2      | 7     |
| 8    | RFA            | 3   | 1     | 2      | 6     |
| 9    | Finlandia      | 2   | 4     | 4      | 10    |
| 10   | RDA            | 1   | 6     | 7      | 14    |
| 11   | Francia        | 1   | 4     | 4      | 9     |
| 12   | Noruega        | 1   | 3     | 4      | 8     |
| 13   | Italia         | 1   | 2     | 2      | 5     |
| 14   | Polonia        | 1   | 2     | 1      | 4     |
| 15   | Australia      | 1   | 0     | 0      | 1     |
|      | Yugoslavia     | 1   | 0     | 0      | 1     |
| 17   | Austria        | 0   | 2     | 1      | 3     |
|      | Suiza          | 0   | 2     | 1      | 3     |
| 19   | Suecia         | 0   | 1     | 4      | 5     |
| 20   | Canadá         | 0   | 1     | 1      | 2     |
| 21   | Rumania        | 0   | 0     | 2      | 2     |
| 22   | Albania        | 0   | 0     | 1      | 1     |
|      | TOTAL          | 56  | 56    | 56     | 168   |